# Hoàng Long phái
Hoàng Long phái (zh. huánglóng-pài 黃龍派, ja. ōryo-ha) là một trong hai nhánh chính của tông Lâm Tế do Thiền sư Hoàng Long Huệ Nam sáng lập, nhánh còn lại là phái Dương Kì do Thiền sư Dương Kì Phương Hội quyền khai. 

## Lịch sử
Vào năm thứ 3 (1036) niên hiệu Cảnh Hựu đời Tống, Thiền sư Hoàng Long Huệ Nam đến trú tại núi Hoàng Long thuộc phủ Long Hưng (tỉnh Giang Tây ngày nay) và nỗ lực làm cho Thiền phong hưng hiển. Huệ Nam mở rộng giao tiếp với tầng lớp văn nhân sĩ phu đương thời, lập thành một phái riêng biệt lấy tỉnh Triết Giang làm trung tâm hoạt động truyền bá, và dần dần được gọi là Hoàng Long phái.
Từ giữa thời Tống về sau, thế lực của phái Hoàng Long và phái Dương Kỳ bành trướng rất mạnh. Cách nói "Ngũ gia thất tông" đủ làm cho ta hình dung được việc hai phái này đã trưởng thành và có sức đối đầu được với "Ngũ gia". Có điều hai phái này lúc thì hưng thịnh, lúc lại suy vi.
Phái Hoàng Long nhờ sự đóng góp của những nhân vật như đệ tử của Huệ Nam là Hối Đường Tổ Tâm, Chân Tịnh Khắc Văn, Đông Lâm Thường Thông. Đệ tử của Hối Đường Tổ Tâm là Tử Tâm Ngộ Tân và Linh Nguyên Duy Thanh; đệ tử của Chân Tịnh Khắc Văn là Đâu Suất Tùng Duyệt và Giác Phạm Huệ Hồng; đệ tử tại gia là nhà thơ Hoàng Đình Kiên, Tô Đông Pha, Thừa tướng Trương Thương Anh mà được rực rỡ, huy hoàng một thời.
Ngoài ra, các Thiền sư thuộc phái này cũng có cống hiến rất lớn trong việc thành lập Đại Tạng kinh bản đời Tống.
Phái này được truyền qua Nhật Bản lần đầu bởi truyền Thiền sư Minh Am Vinh Tây - đệ tử nối pháp của Hư Am Hoài Sưởng (zh: 虛庵懷敞). Nhìn chung, so với phái Dương Kỳ, phái này không mạnh lắm và đã bị thất truyền tại Trung Quốc sau hơn 150 năm tồn tại và hầu như chỉ còn truyền ở hai chùa do Minh Am kiến lập bên Kyoto, Nhật Bản.

## Đặc trưng
Cơ phong tiếp dẫn người học của phái này có phần nhẹ nhàng, ôn hoà và phóng khoáng hơn so với phái Dương Kỳ và các vị tổ Lâm Tế đi trước. Như không đề cao việc dùng đánh hét để giúp thiền sinh đạt được giác ngộ mà thay vào đó là nhấn mạnh vào việc tham cứu các công án. Điển hình là vị Khai tổ Hoàng Long Huệ Nam ngộ đạo nhờ khán công án Triệu Châu khám bà nên sư rất ưa chuộng việc dùng công án này làm giáo khoa để dạy đệ tử tu tập.

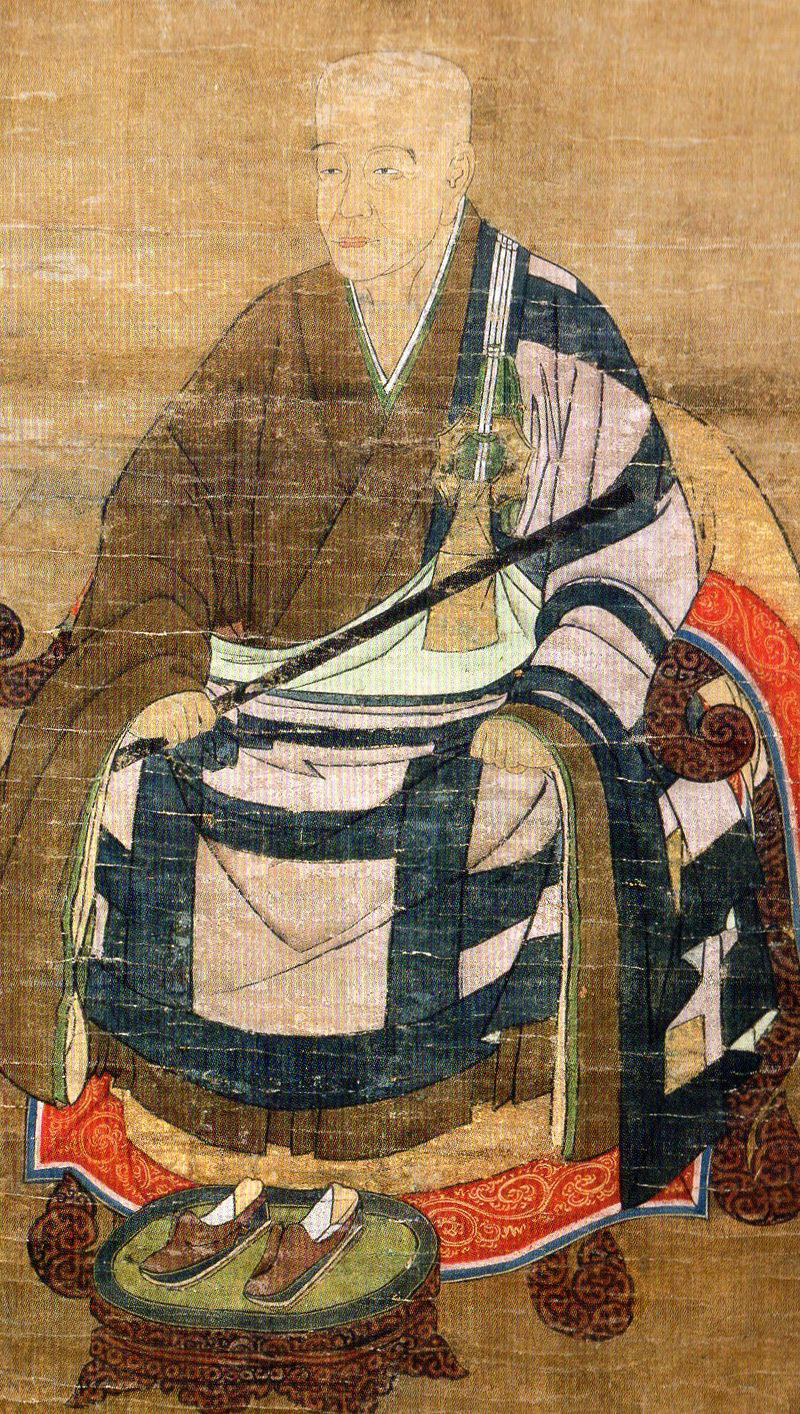
Thiền sư Minh Am Vinh Tây - người truyền thiền Lâm Tế phái Hoàng Long sang Nhật.

## Truyền thừa
Dưới đây là sơ lược về sự truyền thừa của phái Hoàng Long: 
1/ Thiền sư Hoàng Long Huệ Nam
2/ Thiền sư Hối Đường Tổ Tâm
3/ Thiền sư Tử Tâm Ngộ Tân
4/ Thiền sư Hòa Sơn Tuệ Phương
4/ Thiền sư ni Trí Thông
3/ Thiền sư Linh Nguyên Duy Thanh
4/ Thiền sư Trường Linh Thủ Trác
5/ Thiền sư Dục Vương Giới Kham
6/ Thiền sư Vạn Niên Đàm Bí
7/ Thiền sư Tuyết Am Tùng Cẩn
8/ Thiền sư Hư Am Hoài Sưởng
9/ Thiền sư Minh Am Vinh Tây -> Tổ khai sáng phái Kiến Nhân (một trong các phái của Tông Lâm Tế Nhật Bản).
2/ Thiền sư Chân Tịnh Khắc Văn
3/ Thiền sư Giác Phạm Huệ Hồng
3/ Thiền sư Đâu Suất Tùng Duyệt
2/ Thiền sư Đông Lâm Thường Thông
3/ Cư sĩ Tô Đông Pha
3/ Cư sĩ Trương Thương Anh
2/ Cư sĩ Hoàng Đình Kiên